# Hydlide II: Shine of Darkness
 (mars 2024).
Si vous disposez d'ouvrages ou d'articles de référence ou si vous connaissez des sites web de qualité traitant du thème abordé ici, merci de compléter l'article en donnant les références utiles à sa vérifiabilité et en les liant à la section « Notes et références ».
Hydlide II: Shine of Darkness est un jeu vidéo de type action-RPG développé par T&E Soft sorti uniquement au Japon, à l'origine sur NEC PC-8801 puis sur MSX,,. Il s'agit de la première suite d'Hydlide (ハイドライド, Haidoraido).

## Synopsis
Le temps de la domination du mal avait pris fin à Fairyland. Le monde prospérait en paix. Mais le mal s'est réveillé, a créé de nouveaux monstres et a redonné vie aux morts pour dominer de nouveau Fairyland. Les moines qui avait pressenti quelque chose et mis en garde la population n'avait pas été écoutés. Ils prièrent pour demander à Dieu qui pourrait les sauver. Un jeune garçon innocent fut choisi.

## Système de jeu

### Morale
Hydlide II est un des premiers jeux vidéo (avec Wizardry) à utiliser un système d'alignement issu des jeux de rôle sur table. Le personnage peut être aligné à un des trois statuts : Justice, Normal ou Evil. Le monde est peuplé de montres "bons" et de monstres "mauvais". Si le personnage tue des humains, ou des monstres "bons", il perd de la moralité. Au contraire, tuer uniquement des monstres "mauvais" fait augmenter sa jauge de moralité. Si le personnage a peu de moralité, les villageois vont refuser le dialogue avec lui, le privant de l'accès à certains dialogues, indices, équipement, entraînement...
Ce système sera repris de manière sensiblement différente par la suite dans Hydlide 3 (ou Super Hydlide).